# Darrick Brown
Darrick Brown (Tangipahoa, 18 febbraio 1984) è un ex giocatore di football americano statunitense.

## Nella NFL
Non è stato scelto al draft, ma è stato ingaggiato dagli Oakland Raiders. Nella stagione 2008 inizia nella squadra delle riserve dei Raiders e il 25 novembre entra a far parte dei 53 giocatori della squadra titolare. Il 5 settembre dell'anno seguente è stato svincolato.